# Pseudotrigonidium tiwaka
Pseudotrigonidium tiwaka är en insektsart som först beskrevs av Otte, D. 1987.  Pseudotrigonidium tiwaka ingår i släktet Pseudotrigonidium och familjen syrsor. Inga underarter finns listade i Catalogue of Life.